# Умрева
Умрева (рос. Умрева) — присілок у Мошковському районі Новосибірської області Російської Федерації.
Входить до складу муніципального утворення Ташарінська сільрада. Населення становить 175 осіб (2010).

## Історія
Згідно із законом від 2 червня 2004 року органом місцевого самоврядування є Ташарінська сільрада.

## Населення
| 1996 | 2002 | 2007 | 2010 |
| ---- | ---- | ---- | ---- |
| 268  | ↘210 | ↗243 | ↘175 |